# Linli
Linli är ett härad som lyder under Changdes stad på prefekturnivå i Hunan-provinsen i sydöstra Kina.